# Pilrito-pequeno

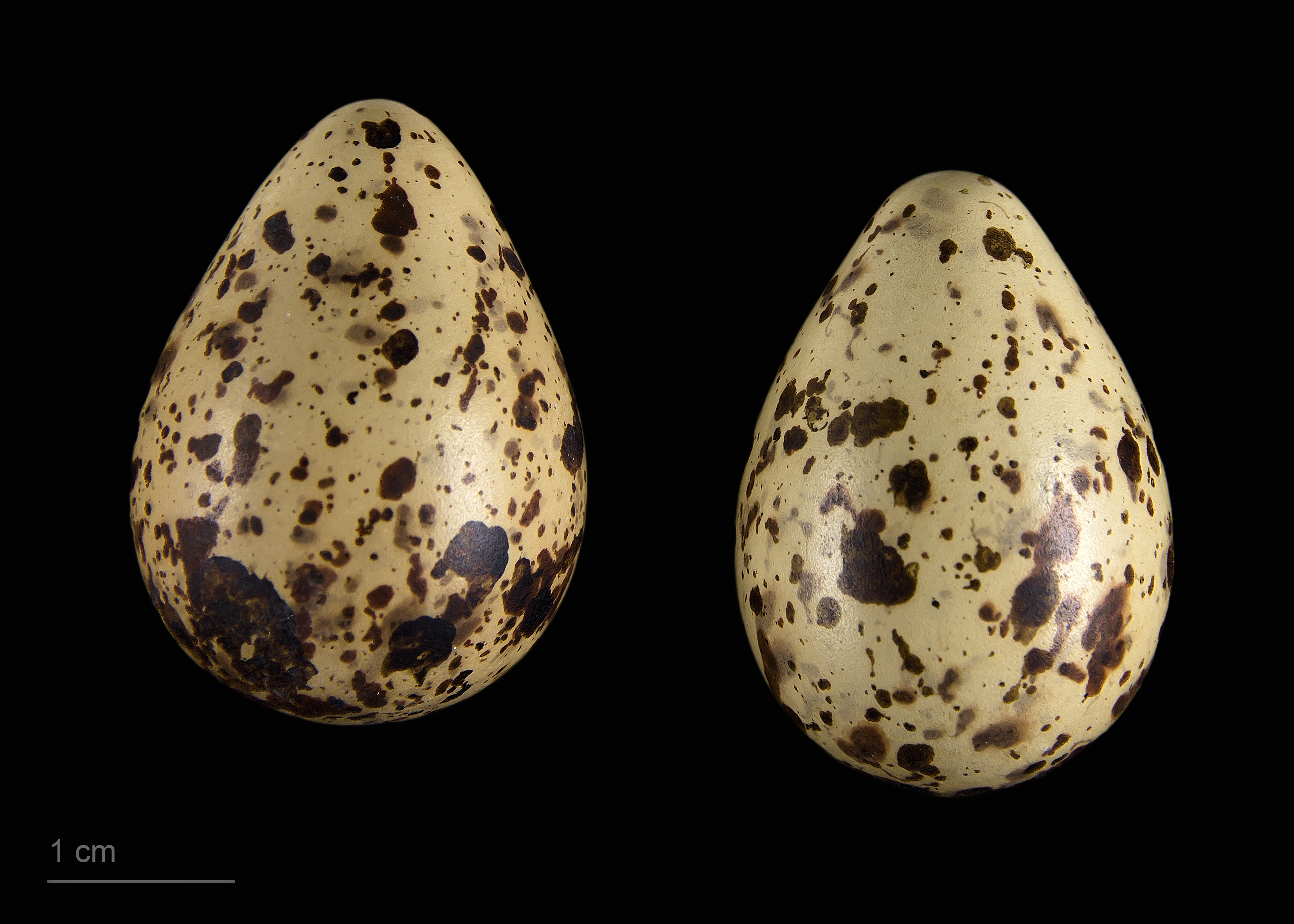
Calidris minuta - MHNT

Pilrito-pequeno (Calidris minuta), também conhecido como maçarico-pequeno (no Brasil), é uma ave limícola da família Scolopacidae. É parecido com o pilrito-de-temminck, do qual se distingue pelas patas pretas e pela plumagem malhada.
Nidifica nas regiões árcticas e inverna sobretudo nas costas da África ocidental. Em Portugal ocorre principalmente como migrador de passagem. É reconhecido como ave brasileira por um registro fotográfico no arquipélago Fernando de Noronha.

## Subespécies
A espécie é monotípica (não são reconhecidas subespécies)